# Alexandre-François Vivien
Pour les articles homonymes, voir Vivien.
Alexandre-François Auguste Vivien, dit parfois « Vivien de Goubert », est un homme politique français, né à Paris le 3 juillet 1799 et mort dans la même ville le 7 juin 1854.

## Biographie
Fils d'un avocat, Alexandre-François Vivien se destina d'abord à la carrière militaire, avant de faire des études de droit, de se faire recevoir avocat (après 1814) et de s'inscrire au barreau d'Amiens (1820).
Il se fixa à Paris en 1826 et se fit remarquer par son ouvrage Le Joueur à Paris, ou les Jeux dans leurs conséquences sur la moralité des individus et la fortune des familles (1825) puis par son Traité de la législation des théâtres (1830). Il fit partie du groupe de jeunes libéraux qui siégeaient au conseil de la Société de la Morale Chrétienne et signa la pétition du 9 août 1830 contre la peine de mort, dont il devait combattre l'abolition sous la Deuxième République.
Bien qu'il n'eût pris aucune part personnelle à la Révolution de 1830, il fut nommé procureur général près la cour royale d'Amiens (10 août 1830) à la faveur de l'épuration de la haute magistrature. 
Partisan résolu de la politique de résistance, il fut appelé, le 26 février 1831, à remplacer Jean-Jacques Baude à la préfecture de police de Paris. Si l'opposition critiqua sa brutalité, le gouvernement lui reprocha, à l'inverse, une certaine indécision dans la répression des émeutes républicaines d'avril, juin et juillet 1831. En butte à l'hostilité de Casimir Perier, Vivien fut renvoyé et nommé conseiller d'État (17 septembre 1831).
Le 14 février 1833, il fut élu député par le 4e collège électoral de l'Aisne (Saint-Quentin) (95 voix sur 155 votants et 231 inscrits contre 48 à M. J.-B. Fouquier d'Hérouël) en remplacement de M. Niay, démissionnaire. Il siégea dans les rangs du Tiers Parti et fut réélu le 14 mai 1834 (131 voix sur 228 votants et 317 inscrits contre 86 à M. Fouquier d'Hérouël). Il prit une part importante à la discussion des lois sur l'organisation des conseils généraux et des conseils d'arrondissement, et contribua au vote des lois de septembre 1835. Il fut réélu le 4 novembre 1837 (250 voix sur 262 votants et 384 inscrits) et le 2 mars 1839 (293 voix sur 312 votants). Il fut à l'origine de la Loi du 30 juin 1838 sur l'enfermement des aliénés à la suite d'un rapport (lequel porte son nom) sur la condition des aliénés mentaux, étudié par la commission parlementaire, dont il assura la présidence. Ce texte recevra de forte critiques, notamment de Joseph-Xavier Tissot, connue sous le nom de Frère Hilarion et fondateur de nombreux établissements pour aliénés en France entre 1820 et 1835.
Il fut nommé ministre de la Justice et des Cultes dans le second ministère Thiers du 1er mars au 29 octobre 1840. Il attacha son nom à la suppression des juges suppléants devant le tribunal de la Seine, et soutint la discussion devant la Chambre des pairs de l'importante loi sur l'expropriation pour cause d'utilité publique.
Sous le troisième ministère Soult (en fait Guizot), Vivien se rapprocha de l'opposition dynastique avec laquelle il vota le plus souvent jusqu'à la fin du règne. Il fut réélu député les 9 juillet 1842 (223 voix sur 278 votants et 474 inscrits) et 1er août 1846 (310 voix sur 323 votants et 510 inscrits). Il demanda l'abrogation de la loi sur les annonces judiciaires, et fit paraître dans la Revue des deux Mondes une série d'études sur l'administration et la politique.
Nommé président du comité de législation du Conseil d'État (25 décembre 1843), il fut élu à l'Académie des sciences morales et politiques (section de Législation) le 26 décembre 1845.
Surpris par la Révolution de 1848, qu'il n'avait pas souhaitée, Vivien fut élu représentant de l'Aisne à l'Assemblée constituante le 23 avril 1848 (6e sur 14 par 88.215 voix sur 130.363 votants et 154.878 inscrits). Il fit partie du comité de constitution et prit une part importante à ses travaux. Il fit plusieurs interventions à la tribune de l'Assemblée et s'associa à tous les votes du parti conservateur, pour le rétablissement du cautionnement et de la contrainte par corps, pour les poursuites contre Louis Blanc et Caussidière, contre l'abolition de la peine de mort, contre l'amendement Grévy, contre le droit au travail, pour l'ordre du jour en l'honneur du général Cavaignac, pour la proposition Rateau, contre l'amnistie, pour l'interdiction des clubs, pour l'expédition romaine.
Le 13 octobre 1848, il entra avec Jules Dufaure et Alexandre Pierre Freslon dans le cabinet formé par le général Cavaignac, où il fut nommé ministre des Travaux publics. Il abandonna ce portefeuille le 20 décembre 1848 lorsque Louis-Napoléon Bonaparte accéda à la présidence de la République.
Lors de l'élection du 20 janvier 1849 pour le poste de vice-président de la République, il est l'un des trois candidats présentés par Louis-Napoléon Bonaparte, élu président le mois précédent. Avec 277 voix à l'Assemblée, il termine deuxième, devant Achille Baraguey d'Hilliers mais derrière Henri Georges Boulay de la Meurthe.
Rapporteur de la loi qui organisait le Conseil d'État sur de nouvelles bases (11 janvier 1849), il fut lui-même élu conseiller d'État par l'Assemblée (11 avril 1849), donna le 20 avril sa démission de représentant, et fut replacé à la tête de la section de législation.
Il se démit de ces fonctions après le coup d'État du 2 décembre 1851 et ne s'occupa plus que de travaux littéraires. Il mourut à 55 ans des suites d'une fluxion de poitrine le 7 juin 1854.

## Œuvres
- Le Joueur à Paris, ou les Jeux dans leurs conséquences sur la moralité des individus et la fortune des familles, Paris, 1825, in-8
- Traité de la législation des théâtres, Paris, 1830, in-8
- Études administratives, 1845, in-8 ; 1853, 2 vol. in-18

Il a également publié de nombreux articles dans la Revue des Deux Mondes.